# Ewa Uryga
Ewa Uryga (ur. 4 grudnia 1961 w Bytomiu) – polska wokalistka jazzowa, popowa, soulowa i gospelowa.  

## Życiorys
Śpiewała od dzieciństwa, jednakże początkowo kształciła się w technikum elektronicznym. Ukończyła studia w Akademii Muzycznej w Katowicach na Wydziale Jazzu i Muzyki Rozrywkowej. Nagrała pięć albumów autorskich. Za jedną z najlepszych wokalistek uznały ją magazyny: „Jazz Forum” i „Twój Blues”. 
Jest laureatką ogólnopolskich festiwali m.in. „Opole 80” (w koncercie Debiuty III nagroda), „Zielona Góra 79” (wyróżnienie), „Zielona Góra 80” (Srebrny Samowar), II nagroda na XVII Międzynarodowych Spotkaniach Wokalistów Jazzowych w Zamościu, a także II nagrody na Festiwalu Krajów Nadbałtyckich w Karlsham w Szwecji. W czerwcu 1999 roku wzięła udział w konkursie „Premiery” w Opolu w duecie z Januszem Szromem (IV miejsce). Występowała na festiwalach jazzowych: Gdynia Summer Jazz Days, Warsaw Summer Jazz Days, Jazz Jamboree, Old Jazz Meeting, Jazz Fair oraz w musicalach Chicago i Zorba wystawionych w Teatrze Muzycznym w Gliwicach. W 2009 r. nagrała kolejną płytę pt. Jedno spojrzenie z udziałem Andrzeja Lamperta, Janusza Szroma, Zbigniewa Wodeckiego i orkiestry symfonicznej Filharmonii Zabrzańskiej. Płyta wyprodukowana przez Tomasza Kałwaka, nagrana w cyberstudio i studio Radia Katowice zawiera utwory w aranżacjach Kasi Piaseckiej, Krzysztofa Herdzina, Pawła Tomaszewskiego, Tomasza Kałwaka.

## Dyskografia

### Albumy autorskie
1. The Colours Of Soul (1995)
2. Ballads For Ella (1998)
3. Running For My life (2000)
4. This Music Touches My Soul (2001)
5. I’ll Trust You Lord (2004)
6. Jedno spojrzenie (2009)

### Gościnnie
1. Szczęśliwej drogi już czas Ryszard Rynkowski 1991
2. Stoisz u naszych drzwi 1992
3. Kolędy na cały rok 1995
4. Łąki twoich obietnic AmenBand 1995/96
5. Bądź kolędą 1996
6. Modlitwa bluesmana w pociągu Jan Skrzek 1997
7. Rozmowa z Ojcem AmenBand 1998
8. Blue blues II 2001
9. Msza Gospel 2001
10. Tribute to Ray Charles 2004
11. Pieśni Bożonarodzeniowe 2004
12. Rozmyślajmy dziś 2004
13. Oj siano siano 2005
14. Niebo w dobrym humorze Ychtis 2006
15. Czekanie Chór Ex Animo 2008